# 202 Krizeja
202 Krizeja (mednarodno ime 202 Chryseïs) je velik asteroid tipa S v glavnem asteroidnem pasu. 

## Odkritje
Asteroid je odkril nemško-ameriški astronom Christian Heinrich Friedrich Peters (1813 – 1890) 11. septembra 1879 . Imenuje se po Krizeji, ženski iz Troje v grški mitologiji.

## Lastnosti
Asteroid Krizeja obkroži Sonce v 5,38 letih. Njegova tirnica ima izsrednost 0,100, nagnjena pa je za 8,853° proti ekliptiki. Njegov premer je 86,15 km, okoli svoje osi se zavrti v 15,74 h.